# Tore Hund

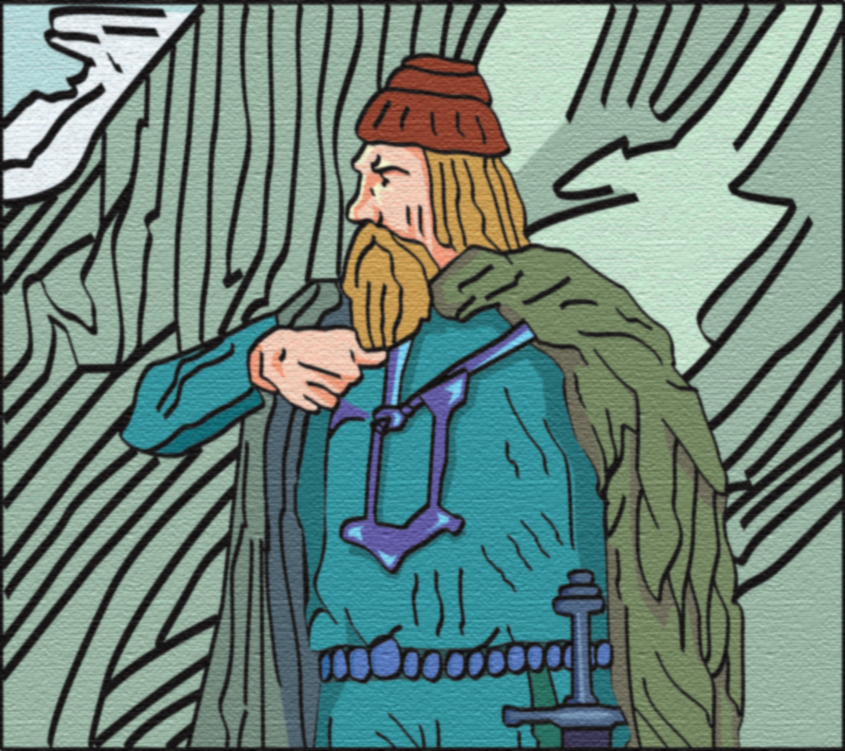
Moderne Darstellung von Tore Hund

Tore Toresson, genannt Tore (der) Hund, auch Thorir (der) Hund, altnordisch Þórir hundr, weitere Schreibweisen: Thore Hund, Þórir hundur (* ca. 990) war einer der bedeutendsten Wikingerhäuptlinge im norwegischen Hålogaland, dem heutigen Helgeland.
Tore Hund unternahm als Forschungs- und Handelsreisender verschiedene Expeditionen und diente mehrere Male dem anglo-skandinavischen König Knut dem Großen. Im Jahr 1030 war er einer der Anführer des Bauernheeres in der Schlacht von Stiklestad gegen den entmachteten und vertriebenen König Olav II. Haraldsson. Tore war der Überlieferung nach einer der Männer, die den König in dieser Schlacht gemeinsam töteten. Anschließend soll er sich jedoch am Vorantreiben der Heiligenverehrung Olavs beteiligt haben.

## Tores Hintergrund

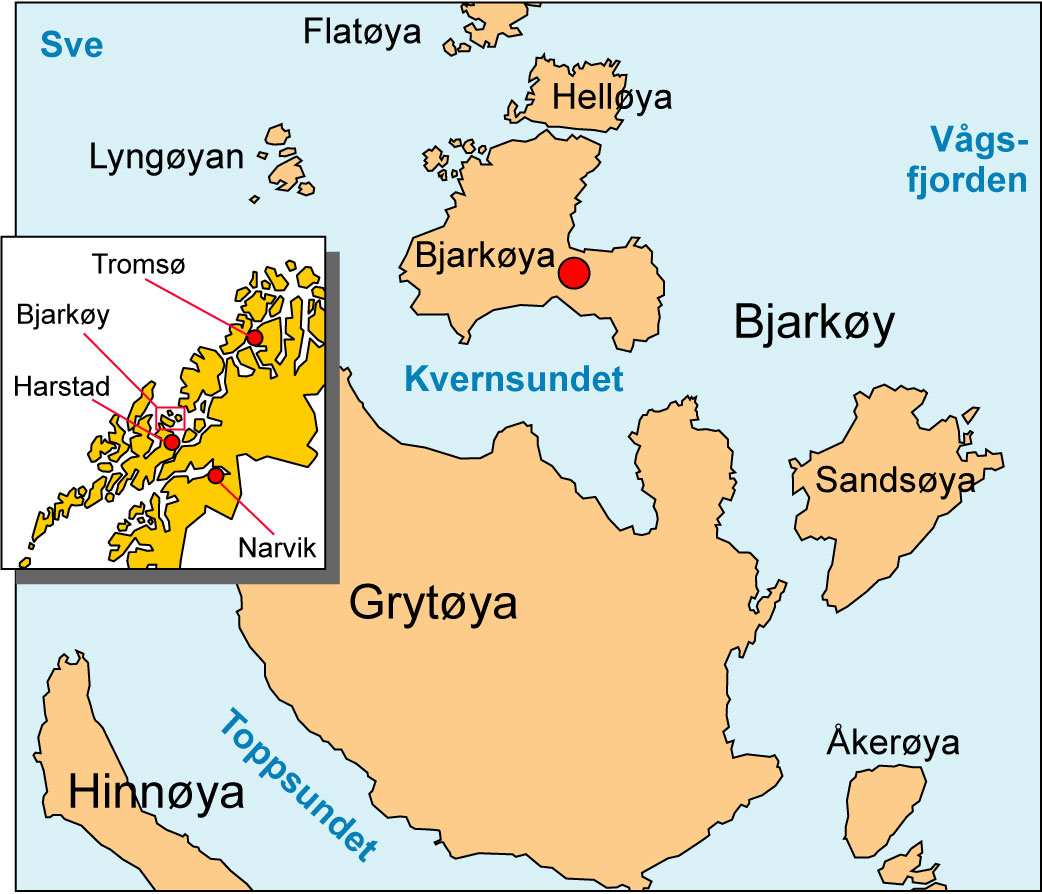
Karte von Bjarkøy mit Tore Hunds Hof (roter Punkt) auf Bjarkøya

Tore Hund stammte von der Insel Bjarkøya, die zur Wikingersiedlung Bjarkøy an der Küste Nordnorwegens gehörte. Von allen norwegischen Häuptlingen seiner Zeit war er der vom nördlichsten Ort stammende. Bjarkøya war ein wichtiges Handelszentrum in Hålogaland. Tore Hund war nicht nur in seiner Region ein einflussreicher Mann. Der Bjarkøy-Klan zählte in ganz Norwegen zu den mächtigeren Familien. Tore war ein versierter Wikinger und hatte mehrere Expeditionen nach Russland und ins Weiße Meer angeführt. Besonders bedeutsam war seine Handels- und Raubexpedition nach Bjarmaland im Jahre 1026, ein Gebiet, das heute zur russischen Oblast Archangelsk gehört. Die Reise Tores nach Bjarmaland ist in der Heimskringla (Óláfs saga helga) beschrieben.
Tore Hunds Familie schloss Bündnisse mit den mächtigsten Häuptlingen Norwegens. Seine Schwester Sigrid Toresdatter heiratete in erster Ehe Olve Grjotgardsson von Egge (bei Steinkjer), in zweiter Ehe den Häuptling Kalv Arnesson. Sein Bruder Sigurd Toresson war ein wichtiger Häuptling in Trondenes (nahe der heutigen Stadt Harstad). Er heiratete Sigrid Skjalgsdatter, die Schwester des adeligen Herrschers Erlingr Skjálgsson. Tore Hund heiratete eine Frau namens Ranveig, zu deren Herkunft wenig bekannt ist. Sie hatten einen Sohn namens Sigurd Toresson, der später unter König Harald III. als Amtsrichter diente.
Tores Leben fiel in die Zeit der Christianisierung Norwegens. Tore war bereits getauft. Er wird aber in verschiedenen Überlieferungen als „Quasi-Heide“ dargestellt, um ihn in Gegensatz zu Olav zu bringen. Der Namenszusatz „(der) Hund“ bezieht sich auf zauberkräftige Fellkleider, die Tore und seine elf Gefolgsleute bei der Schlacht von Stiklestad getragen haben sollen. Nach der legendarischen Saga waren es Wolfshäute, nach Snorri Sturluson Rentierfelle.

## Tore als Gegner Olavs

### Olavs Leben und Taten
Olav Haraldsson („der Dicke“, später „der Heilige“ genannt), Wikinger und Sohn eines dänischen Unterkönigs, nahm vermutlich im Jahr 1015 den Königstitel an. Als Christ betrachtete er es als seine persönliche Aufgabe, den Willen Gottes in Norwegen durchzusetzen. Die norwegische Bevölkerung war zu seinen Lebzeiten zwar bereits zu großen Teilen getauft, es gab aber überall noch Überreste des nordischen Heidentums. Indem Olav unter massiver Anwendung von Gewalt das Christentum in Norwegen weiter ausbreitete – wobei er auf dem Bekehrungswerk seines Vorgängers Olav I. Tryggvason aufbauen konnte –, festigte er auch seinen eigenen Macht- und Einflussbereich. Gleichzeitig schwächte er die Macht der bestehenden Herrscher und Klans. Andere lokale Könige schlossen sich gegen Olav zusammen, doch es gelang diesem, seine Gegner auszuschalten und um das Jahr 1019 Norwegen weitgehend unter seiner Herrschaft zu vereinigen.
Olav zog mit seinen Heeresleuten durch das ganze Land. Überall ließ er die christlichen Gesetze verlesen, prüfte deren Einhaltung und verhängte über jeden, der noch heidnische Bräuche (etwa Opfer oder Feiern) pflegte, schwere Strafen an Leib, Leben und allem Vermögen. Er ließ viele Wikinger köpfen, Dieben die Hände und Füße abschlagen, und machte dabei keinen Unterschied zwischen Reichen und Armen, Mächtigen und Schwachen. Im Jahr 1020 begab sich Olav auch in das Nordland zum mächtigsten Herrscher Hålogalands, Hårek von Tjøtta, dem Sohn von Eyvindr Skáldaspillir.
Durch die Gewalttätigkeit König Olavs II. und seine Rücksichtslosigkeit in der Betreibung der kirchlichen Angelegenheiten machte er sich – völlig anders als sein ebenfalls missionierender Vorgänger Olav I. – zu seinen Lebzeiten im ganzen Land Feinde und brachte das Volk gegen sich auf. Mächtige Häuptlinge mit ihren Klans stellten sich gegen Olav, darunter das Haus des Erlingr Skjálgsson, Tores Schwippschwager. Auch Tore Hund war Olav gegenüber feindsinnig eingestellt. Er hegte zudem einen persönlichen Unmut gegen den König, seit einer dessen Vögte, Asmundr Grànkelsson, im Jahr 1024 seinen Neffen Asbjørn Sigurdsson Selsbane ermordet hatte. Tore rächte seinen Neffen später, wurde aber dafür vom König zu einer hohen Geldstrafe verurteilt, was zu seinem Groll gegen Olav beitrug.

### Tore Hund in der Óláfs saga helga
In Snorri Sturlussons Version der Óláfs saga helga wird Tore Hunds Reise nach Bjarmaland beschrieben. Die von den meisten Historikern auf das Jahr 1025 oder 1026 datierte Expedition bestand aus zwei Schiffen. Eines davon mit 25 Mann Besatzung stand unter dem Kommando der beiden Häuptlingsbrüder Karli und Gunnstein und war von König Olav gesandt und finanziert. Das andere mit 80 Männern besetzte Schiff war das von Tore Hund, der seine Reise aus eigenen Mitteln finanziert hatte und sich dem ersten Schiff anschloss. In der Saga wird Tore als ein Schurke beschrieben, der Zauberei anwendet, bei der Rückreise Karli ermordet und sein Schiff plündert.
König Olav verurteilte Tore für diesen Mord auf dem Thing von Vågan zu einer Geldstrafe von 240 Silbermark. Diese Strafe war so hoch, dass sie selbst der reiche und mächtige Häuptling nicht bezahlen konnte und vorübergehend flüchtete.

### Olavs Entmachtung und Vertreibung
Der mächtige König über Dänemark und England Knut der Große war Olavs bedeutendster Gegner, aber aus anderen Gründen als seine Landsleute. Knut erhob dänische Ansprüche auch auf Norwegen. Etliche Jahre, während derer Olav zu immer größerer Macht aufsteigen konnte, verhielt sich Knut ruhig, da seine Aufmerksamkeit anderweitig gefordert war. Dann aber wurde er aktiv. Knut machte sich durch Geschenke bei Olavs Feinden in Norwegen beliebt und fand in ihnen zahlreiche wichtige Unterstützer, darunter auch Tore Hund. Olav war so verhasst, dass vielen Knut als Oberkönig lieber als Olav war.
1027 kam es zum offenen Bruch zwischen Olav und seinem vormaligen Verbündeten Erlingr Skjálgsson. Olav gewann zwar 1028 die Schlacht im Boknfjord, in der Erlingr in eine Falle gelockt und getötet wurde. Das war für Olav allerdings politisch von großem Nachteil, denn nun büßte er seine Macht über Norwegen ein. Viele seiner verbliebenen Getreuen trennten sich von ihm, andere entließ er selbst. Knut kam nach Norwegen, wo er – ohne Notwendigkeit eines Kampfes – von den Häuptlingen zum König von ganz Norwegen anerkannt wurde. Olav floh derweil in Richtung Osten nach Schweden und Russland ins Exil.
Nach seiner Eroberung Norwegens kehrte Knut rasch nach England zurück und übertrug zunächst seinem Neffen, dem Ladejarl Håkon Eiriksson, die Regierung Norwegens. Im Jahr 1029 ertrank Håkon Eiriksson bei einer Überfahrt von England nach Norwegen. Knut bestimmte seinen eigenen noch jugendlichen Sohn Sven zum Nachfolger. Dies stieß auf den Unmut norwegischer Adeliger, insbesondere Einar Tambarskjelve und Kalv Arnesson, die sich Hoffnungen auf diese Jarlsposition gemacht hatten. Kalv Arnesson, Tore Hunds Schwager, war einst ein Freund und Verbündeter Olavs gewesen, bevor auch er sich gegen Olav wandte.

### Schlacht von Stiklestad

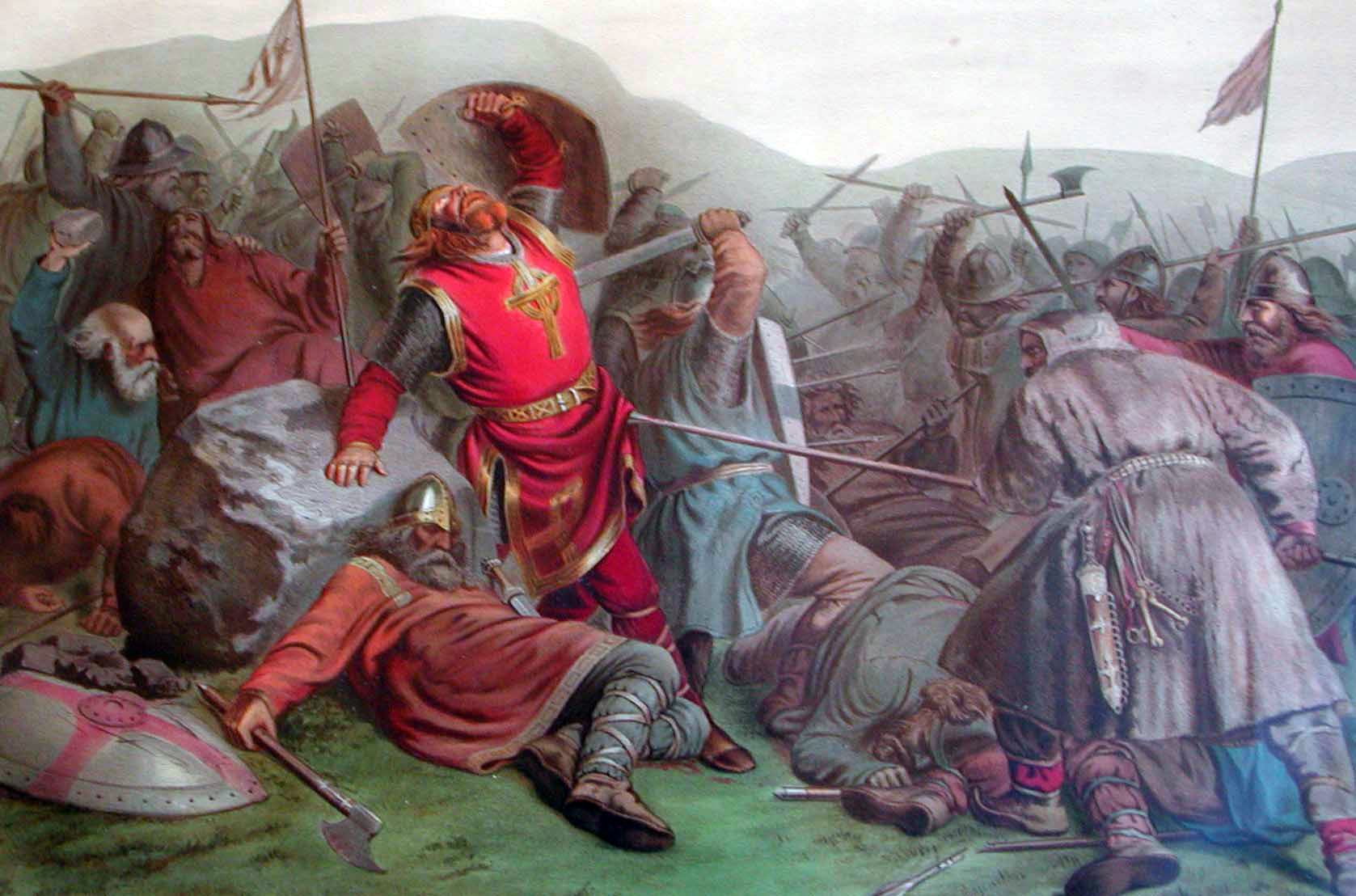
Tore Hund (rechts) tötet Olav mit seinem Speer in der Schlacht von Stiklestad. Gemälde von Peter Nicolai Arbo, 1859

Olav erfuhr von dem Machtvakuum und versuchte es auszunutzen, um Norwegen zurückzuerobern. In der Heimskringla von Snorri Sturluson wird geschildert, dass Olav im Sommer 1030 mit einem Heer aus schwedischen Hilfstruppen und angeworbenen Söldnern nach Norwegen zurückkehrte. Dort schlossen sich ihm norwegische Kämpfer an. Es formierte sich jedoch gegen ihn ein starkes Bauernheer, das von Tore Hund, Hårek von Tjøtta und Kalv Arnesson angeführt wurde. Beim Aufeinandertreffen der beiden Heere kam es zur Schlacht von Stiklestad.
Olav gelang es laut Snorri in der Schlacht beinahe, Tore mit seinem Kriegshammer zu töten, aber Torstein Knarresmed, der ein angesehener Schiffbauer und einer von Tores treuesten Gefolgsleuten war, drängte sich zwischen die beiden und hieb Olav oberhalb des Knies ins Bein. Damit rettete er vermutlich Tores Leben. Anschließend gelang es Tore, mit seinem Speer – der jene Speerspitze trug, die einst seinen Neffen getötet hatte – unter das Kettenhemd Olavs und in seinen Bauch einzudringen. Der finale Todeshieb gegen Olavs Hals soll anschließend von Kalv Arnesson geführt worden sein. Torstein Knarresmed wurde noch in der gleichen Schlacht getötet.
Während der Skalde Sigvat Tordsson Tore Hund als Olavs Mörder bezeichnet, sehen viele spätere Autoren Kalv Arnesson als den eigentlichen Mörder des Königs an.

## Nach Olavs Tod
Norwegen wurde fünf Jahre lang nominal von Sven Alfivason regiert, aufgrund dessen Jugend aber faktisch von seiner Mutter Alfiva. Die Norweger litten in dieser Zeit unter noch härteren Gesetzen als zu Zeiten von Olavs Herrschaft, bei gleichzeitiger maßloser Begünstigung der Dänen gegenüber dem Landesvolk. So kam es, dass sie ihren Aufstand gegen Olav zu bereuen begannen. Es vollzog sich nun ein radikaler Wandel im allgemeinen Bild von Olav. Seine schlechten Eigenschaften wurden vergessen und seine guten wurden hervorgehoben. Auch Olavs frühere Gegner wie Einar Tambarskjelve und Tore Hund trieben die postume Stilisierung Olavs zu einem Heiligen voran. Wunderzeichen wurden identifiziert und es setzte eine starke Legendenbildung um Olav ein.
Tore Hund soll laut eigener Aussage die Leiche des Königs, den er selbst mitgetötet hatte, anschließend gesäubert und bedeckt haben. Als dabei zufällig Blut des Königs seine Wunde berührte, sei diese davon geheilt worden. Der Nordist Konrad Maurer hielt diese Behauptung für einen politischen Schachzug Tores, da sie allen sonstigen Berichten um Olavs Tod widerspricht. Laut Snorri soll Olav bereits im Jahr 1031, ein Jahr nach seinem Tod, durch Beschluss des Volkes, des Bischofs und des Königs als heilig gegolten haben. Es ist allerdings nicht glaubwürdig, dass Sven oder sein dänischer Bischof Sigurd diese Heiligsprechung für gut befunden hätten. Vielmehr handelt es sich vermutlich um eine Rückdatierung in der Überlieferung. Die Heiligenverehrung Olavs – die übrigens ohne päpstliche Kanonisation stattfand – diente in erster Linie starken politischen Motiven der norwegischen Häuptlinge gegen die Dänen. Durch sie avancierte Olav langfristig zu einem Lieblingshelden der Norweger und zum Schutzpatron des norwegischen Reiches.
1034 erschien aufgrund einer gesundheitlichen und außenpolitischen Schwächung Knuts die Zeit für eine politische Wende günstig. Unterstützt von einigen der vormaligen Verbündeten Tores wurde Olavs unehelicher Sohn Magnus, der noch in Russland geblieben war, nach Norwegen zurückgeholt und als König anerkannt. Sven und seine Mutter mussten fliehen und das Land verlassen. Knut starb im Herbst 1035 und Sven im folgenden Frühling. Anschließend wurde die Fremdherrschaft der Dänen über Norwegen offiziell beendet und Magnus wurde per Erbvertrag bestätigt.
Tore Hunds weiteres Leben ist unbekannt. Er soll nie mehr nach Bjarkøy zurückgekehrt sein. Gemäß Snorri verließ er möglicherweise Norwegen auf einer Reise ins Heilige Land, oder er starb.